# Paderne (Albufeira)
Paderne is een plaats (freguesia) in de Portugese gemeente Albufeira en telt 3 504 inwoners (2001).

## Geschiedenis
Paderne maakte vanaf de 8ste eeuw onderdeel uit van Al-Garb Al-Andalus (Het Westen van Al-Andalus, thans de omgeving van de Algarve). Met de hulp van christelijke huurlingen uit Engeland wisten troepen van koning Sancho I van Portugal de stad en het kasteel in 1182 in te nemen. De herovering vond in 1191 plaats door de Almohaden onder Al-Mansur ibn Abi Aamir. Dom Paio Peres Correia veroverde de plaats in 1247 namens Alfonso III van Portugal. Alle inwoners van het kasteel werden uitgemoord. Op de plek van de moskee werd toen de kapel Nossa Senhora do Castelo gebouwd.

## Bezienswaardigheden
- Kasteel van Paderne (Castelo de Paderne), nu een ruïne, uit de tweede helft van de 12de eeuw. Zou door moslims gebouwd zijn. Het kasteel is een van de zeven kastelen op de Portugese nationale vlag.
- Kapel van Nossa Senhora do Castelo (13de eeuw).
- Romeinse brug over de rivier Quarteira.

Albufeira · Ferreiras · Guia · Olhos de Água · Paderne